# (2882) Tedesco
(2882) Tedesco (1981 OG; 1936 QG; 1953 SF; 1964 PL; 1970 QF1) ist ein ungefähr 22 Kilometer großer Asteroid des äußeren Hauptgürtels, der am 26. Juli 1981 vom US-amerikanischen Astronomen Edward L. G. Bowell am Lowell-Observatorium, Anderson Mesa Station (Anderson Mesa) in der Nähe von Flagstaff, Arizona (IAU-Code 688) entdeckt wurde. Er gehört zur Themis-Familie, einer Gruppe von Asteroiden, die nach (24) Themis benannt ist.

## Benennung
(2882) Tedesco wurde nach dem Planetologen Edward F. Tedesco benannt, der am Jet Propulsion Laboratory arbeitete und wertvolle Beiträge zur Erforschung von Kleinplaneten leistete.